# Terilo
Terilo fue tirano de Hímera desde 485-480 a. C.
Terilo es mencionado únicamente por Heródoto  en el relato de la batalla de Hímera del 480 a. C.: gracias al historiador de Halicarnaso sabemos que Terilo, hijo de Crinipo, fue expulsado de Hímera por Terón de Agrigento. Intentó hacerse de nuevo con el poder aliándose con el cartaginés Amílcar y con Anaxilao de Regio, que estaba casado con Cidipe, hija de Terilo.